# ライヴ・アット・プリマス・ギルドホール 1971
『ライヴ・アット・プリマス・ギルドホール 1971』（Live at Plymouth Guildhall 1971）は、キング・クリムゾン・コレクターズ・クラブ（KCCC）が2000年に発売した2枚組CD。イングランドのロック・バンドであるキング・クリムゾンが1971年に行なったイギリス・ツアーのライヴ・アルバムで、同クラブの通算14作目である。

## 解説
1971年、キング・クリムゾンはロバート・フリップ、ピート・シンフィールド、メル・コリンズ、新メンバーのボズ・バレルとイアン・ウォーレスの顔ぶれで、4月12日にフランクフルトのズーム・クラブで初舞台に立った後、5月11日から6月2日まで国内ツアーを行なった。
本作にはイギリスでのデビューとなった初日のプリマス公演が収録された。全11曲の内訳は以下のとおり。
- 『クリムゾン・キングの宮殿』（1969年）から2曲
- 『ポセイドンのめざめ』（1970年）から2曲
- 『リザード』（1970年）から2曲から
- 『アイランズ』（1971年）から3曲[注釈 3]
- カヴァー2曲[注釈 4]

音源はサウンドボードの録音で、喪失した「ゲット・ザイ・ベアリング」の冒頭部分には観客席で録音された海賊盤が使用された。

## 収録曲
邦題は日本盤CDに準拠。
| #         | タイトル                                                               | 作詞・作曲                    | オリジナル                       | 時間  |
| --------- | ---------------------------------------------------------------------- | ----------------------------- | -------------------------------- | ----- |
| 1.        | 「サーカス Cirkus」                                                    | Robert Fripp, Pete Sinfield   | 『リザード』（1970年）           | 10:08 |
| 2.        | 「冷たい街の情景 Picture of a City」                                   | Fripp, Sinfield               | 『ポセイドンのめざめ』（1970年） | 8:53  |
| 3.        | 「セイラーズ・テイル The Sailer's Tale」                               | Fripp（インストゥルメンタル） | 『アイランズ』（1971年）         | 15:32 |
| 4.        | 「ザ・レターズ The Letters」                                           | Fripp, Sinfield               | 『アイランズ』                   | 4:48  |
| 5.        | 「レディ・オブ・ザ・ダンシング・ウォーター Lady of the Dancing Water」 | Fripp, Sinfield               | 『リザード』                     | 2:52  |
| 6.        | 「ケイデンスとカスケイド Cadence and Cascade」                         | Fripp, Sinfield               | 『ポセイドンのめざめ』           | 4:24  |
| 合計時間: | 合計時間:                                                              | 合計時間:                     | 合計時間:                        | 46:37 |

| #         | タイトル                                                      | 作詞・作曲                                                            | オリジナル                                                     | 時間  |
| --------- | ------------------------------------------------------------- | --------------------------------------------------------------------- | -------------------------------------------------------------- | ----- |
| 1.        | 「ゲット・ザイ・ベアリングス Get Thy Bearings」               | Donovan (improv Fripp, Mel Collins, Boz Burrell, Ian Wallace)         | ドノヴァン、アルバム『ハーディー・ガーディー・マン』（1968年） | 13:24 |
| 2.        | 「クリムゾン・キングの宮殿 In the Court of the Crimson King」 | Ian McDonald, Sinfield                                                | 『クリムゾン・キングの宮殿』（1969年）                         | 8:09  |
| 3.        | 「レディース・オブ・ザ・ロード Ladies of the Road」           | Fripp, Sinfield                                                       | 『アイランズ』                                                 | 9:05  |
| 4.        | 「21世紀のスキッツォイド・マン 21st Century Schizoid Man」    | Fripp, Greg Lake, McDonald, Michael Giles, Sinfield                   | 『クリムゾン・キングの宮殿』                                   | 8:58  |
| 5.        | 「マーズ Mars」                                               | Holst (arr. Fripp, Collins, Burrell, Wallace)（インストゥルメンタル） | ホルスト作曲、組曲『惑星』（初演1918年）                       | 9:12  |
| 合計時間: | 合計時間:                                                     | 合計時間:                                                             | 合計時間:                                                      | 48:48 |

## ミュージシャン
- ロバート・フリップ　Robert Fripp – ギター、メロトロン
- メル・コリンズ　Mell Collins – サクソフォーン、フルート、メロトロン
- ボズ・バレル　Boz Burrell – ベース、リード・ヴォーカル
- イアン・ウォーレス　Ian Wallace – ドラムス、ヴォーカル
- ピート・シンフィールド　Peter Sinfield – 歌詞、音響、視覚効果